# لعبة مناظر الحديقة: فدان جديدة
مناظر الحديقة: فدان جديدة هي لعبة فيديو ألغاز مجانية تم إصدارها بواسطة بلايركس للترفية في أغسطس 2016. إنه متاح على آي أو إس و أندرويد وعلى فيسبوك . تجمع اللعبة بين عناصر المحاكاة وآليات مطابقة الثلاثة التقليدية.

## اللعب
مناظر الحديقة: فدان جديدة هي لعبة ألغاز لمطابقة ثلاثة ، حيث تعتمد طريقة اللعب الأساسية على تبديل عنصرين متجاورين لإنشاء صف أو عمود أو مجموعة من ثلاثة عناصر على الأقل. كل مستوى له هدف ، ومن الأمثلة على ذلك جمع عدد معين من العناصر (على سبيل المثال ، الكمثرى ، والزهور ، والتفاح ، وأكواب عصير الليمون ، والأكياس الغامضة ، والتوت ، وعوامات الصيد) ، واكتشاف أقزام الحديقة ، وحفر الزمرد ، وإطلاق الألعاب النارية ، أو إزالة اللبلاب ، كل ذلك يتم من خلال آليات مطابقة ثلاثية مختلفة. من خلال إكمال مستويات المطابقة الثلاثية ، يربح اللاعبون نجومًا وعملات معدنية لإكمال المهام والتقدم خلال القصة من خلال فتح مناطق جديدة.
عندما يكمل اللاعبون المهام ، يُسمح لهم بالاختيار من بين ثلاثة عناصر ديكور مختلفة لجزء معين من حديقتهم ، على غرار العناوين السابقة. يتمتع اللاعبون أيضًا بفرصة تكوين صداقات مع شخصيات داخل اللعبة ، ومتابعتها على شبكة اجتماعية داخل اللعبة ، والحصول على رفقة كلب متحرك.
يلعب أكثر من 7.5 مليون شخص لعبة مناظر الحديقة: فدان جديدة كل يوم. أطلق عليها فيسبوك لقب لعبة العام في عام 2016. اعتبارًا من أبريل 2017 ، قدر موقع زي دي نت أن اللعبة قد تم تنزيلها على أجهزة أندرويد أكثر من 10 ملايين مرة ، مما جعلها تحتل المرتبة 11 في قائمة تنزيل ألعاب أندرويد ، وأنتجت إيرادات إجمالية تجاوزت 150 مليون دولار. بحلول نوفمبر 2017 ، تجاوز إجمالي التنزيلات 92 مليون.
تعرض لعبة مناظر الحديقة ، إلى جانب ألعاب أخرى من بلايركس ، لانتقادات متزايدة على الإنترنت لعرضها إعلانات مضللة تصور طريقة اللعب التي لا تعكس اللعبة نفسها بدقة. العديد من منتديات رديت مخصصة لهذا الغرض. في أواخر عام 2019 ، تم إعداد عريضة من قبل موقع Change.org من أجل «إيقاف إعلانات ألعاب الهاتف المحمول الزائفة» ، والتي استشهدت بـ لعبة مناظر الحدائق كمثال رئيسي. [إخفاق التحقق]

## روابط خارجية
- الموقع الرسمي
- لعبة مناظر الحديقة: فدان جديدة على موبي غيمز